# 栗林商船
栗林商船株式会社（くりばやししょうせん）は、東京都千代田区に本社を置く海運会社。創業は1894年と日本の海運業界では古参の部類に入る。戦前は日本の7大船主の1社として、現在は東北・北海道最大の船会社である。ファンネルマークは「㊆(〇七)」。

## 主な事業
北海道～本州の貨物航路運航が主体の海運会社であり、グループ各社と協力し集配・運送・荷揚まで、輸送を一貫して行う。
運送業のほかにホテルや不動産、機器開発販売事業なども手がける。

## グループ企業
- 青函フェリー株式会社 ／共栄陸運株式会社
- 栗林商会 企業グループ（本拠地 室蘭市）全24社
- 三ッ輪運輸 企業グループ（本拠地 釧路市）全10社
  - 三ッ輪商会 企業グループ（本拠地 釧路市）全8社
- 三陸運輸株式会社／三陸輸送株式会社 三陸汽船をルーツとする
- 栗林物流システム株式会社
- 栗林マリタイム株式会社
- 栗林運輸株式会社／八千代運輸株式会社
- 大和運輸株式会社／大和陸運株式会社
- 株式会社登別グランドホテル
- 株式会社セブン
- 株式会社ケイセブン

## 沿革
- 1894年（明治27年）7月 - 北海道室蘭に「室蘭運輸合名会社」創設
- 1909年（明治42年）3月 - 「栗林合名会社」に名称変更
- 1919年（大正8年）
  - 3月 - 船舶部門を分離し、資本金を100万円で「栗林商船株式会社」を設立、室蘭～本州間に定期航路を開設
  - 8月 - 本社を東京に移転し、室蘭支店開設
- 1921年（大正10年）10月 - 釧路～本州間に定期航路を開設
- 1923年（大正12年）5月 - 北樺太航路開設
- 1924年（大正13年）
  - 2月 - 芝浦運輸株式会社（現・栗林運輸株式会社）設立
  - 5月 - ロシア航路開設
- 1927年（昭和2年）5月 - 塩釜～釧路間に定期航路開設
- 1938年（昭和13年）7月 - 大和運輸株式会社設立
- 1941年（昭和16年）6月 - 共栄運輸株式会社（2022年に北日本海運株式会社と合併し青函フェリー株式会社）・三陸運輸株式会社を設立。
- 1943年（昭和18年）6月 - 栗林近海機船株式会社設立
- 1944年（昭和19年）
  - 3月 - 三陸汽船株式会社と合併
  - 6月 - 共同海運株式会社と合併
- 1950年（昭和25年）3月 - 東京証券取引所上場
- 1960年（昭和35年）4月 - 釧路出張所開設
- 1966年（昭和41年）3月 - 栗林近海汽船株式会社（現・栗林物流システム株式会社）設立
- 1977年（昭和52年）8月 - 苫小牧出張所開設
- 1981年（昭和56年）4月 - 釧路出張所・苫小牧出張所をそれぞれ支社に変更
- 1995年（平成7年）4月 - 石巻出張所開設
- 2013年（平成25年）7月 - 仙台営業所開設、石巻出張所閉鎖。

## 事業所
本社
- 東京都千代田区大手町2-2-1 新大手町ビル3F

室蘭支店
- 北海道室蘭市入江町1-19 栗林ビルヂング3F

苫小牧支社
- 北海道苫小牧市元中野町2-13-16 栗林ビル3F

釧路支社
- 北海道釧路市錦町5-3 三ッ輪ビル3F

仙台営業所
- 仙台市宮城野区港4-9-6

## 関連船舶
主な内航定期運航船
神王丸（苫小牧〜東京）
- 1999年11月18日竣工、11790トン、全長160.52m／幅24.00m、RO／RO式貨物船

神明丸※2021年よりプリンス海運チャーター船として運行中。(苫小牧～八戸～仙台～川崎）
- 2000年12月2日竣工、13091トン、全長160.56m／幅26.00m、RO／RO式貨物船

神瑞丸（釧路～東京～船橋）
- 2001年5月10日竣工、13097トン、全長160.56m／幅26.60m、RO／RO式貨物

神泉丸※現在は運航休止中。（苫小牧～釧路～仙台～東京～大阪～名古屋）
- 2002年3月15日竣工、13089トン、全長160.5m／幅26.60m、RO／RO式貨物船

神川丸（苫小牧～釧路～仙台～東京～名古屋）
- 2002年10月2日竣工、13018トン、全長161.84m／幅26.60m、RO／RO式貨物船

神加丸（苫小牧～釧路～仙台～東京～大阪）
- 2014年5月27日竣工、16726トン、全長174.95m／幅29.00m、RO／RO式貨物船

神北丸（苫小牧～釧路～仙台～東京～大阪）
- 2017年5月26日竣工、12430トン、全長169.99m／幅27.40m、RO／RO式貨物船

神珠丸
- 2019年7月18日進水、約14300トン、全長174.95m／幅29m、RO／RO式貨物船

神永丸
- 2020年9月2日進水、約14300トン、全長174.95m／幅29m、RO／RO式貨物船[2][3]

## 過去の関連船舶
第一有明丸（釧路～東京）2014年4月25日付で海外売船
- 1992年3月竣工、3692トン、全長114.54m／幅20.00m、RO／RO式貨物船

新釧路丸（釧路～船橋）
- 1996年6月22日竣工、5310トン、全長139.72m／幅21.50m、RO／RO式貨物船